# Umlaufberg

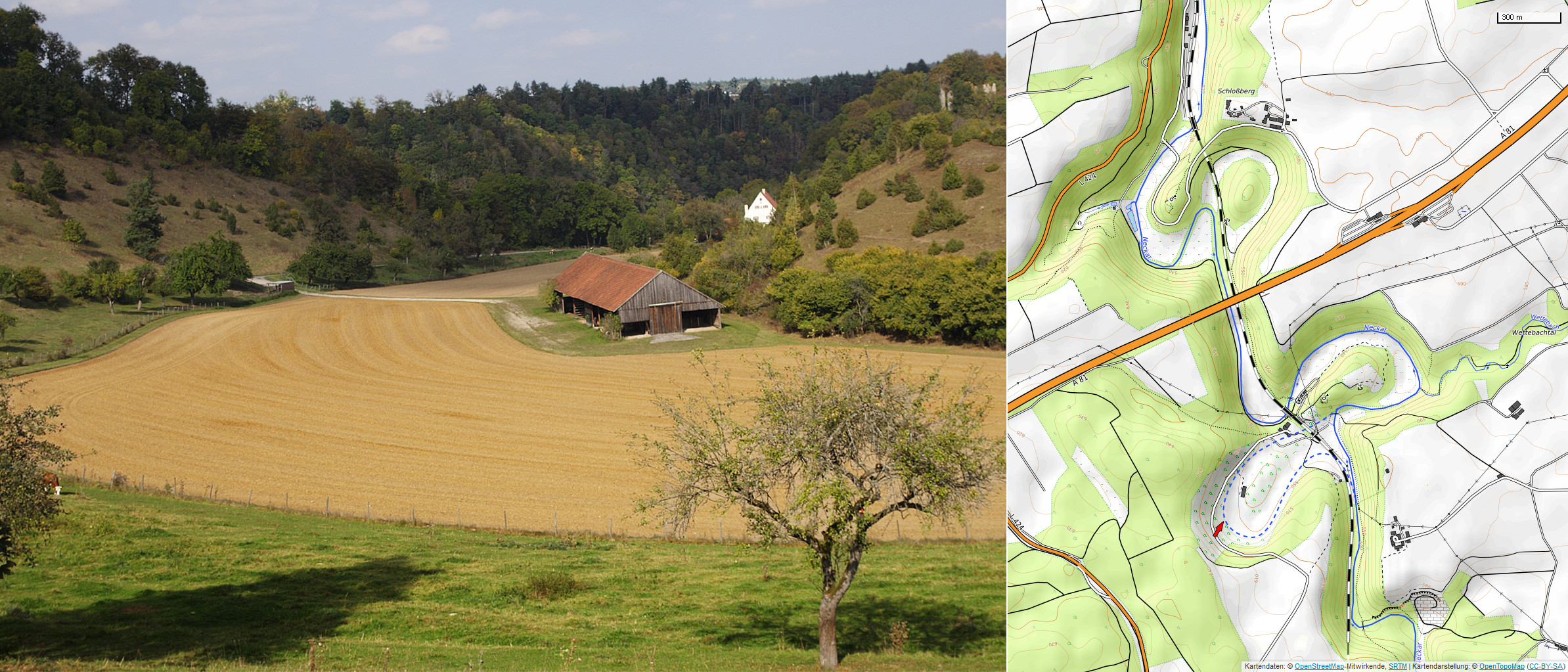
Blick in ein Umlauftal des Neckars nördlich von Rottweil sowie auf Umlaufberge mit der Neckarburg (ganz rechts auf dem Foto). Rechts daneben eine Karte mit Verzeichnung des Standortes, der Blickrichtung des Fotografierenden (roter Pfeil), und dem dortigen mutmaßlichen früheren Verlauf des Neckars (blaue Strichellinie).

Ein Umlaufberg ist das deutlich erhöhte Gelände innerhalb der Flussschlinge eines Talmäanders, das nach deren Durchbruch zurückgeblieben ist. Das oft nur noch von einem kleinen Wasserlauf entwässerte oder völlig trocken liegende Tal der vormaligen Flussschlinge wird Umlauftal genannt. Bisweilen wird auch deutlich höherliegendes, von einer Flussschlinge umgebenes Terrain so bezeichnet, obwohl dieses nicht vollständig von der umliegenden Hochfläche isoliert ist.

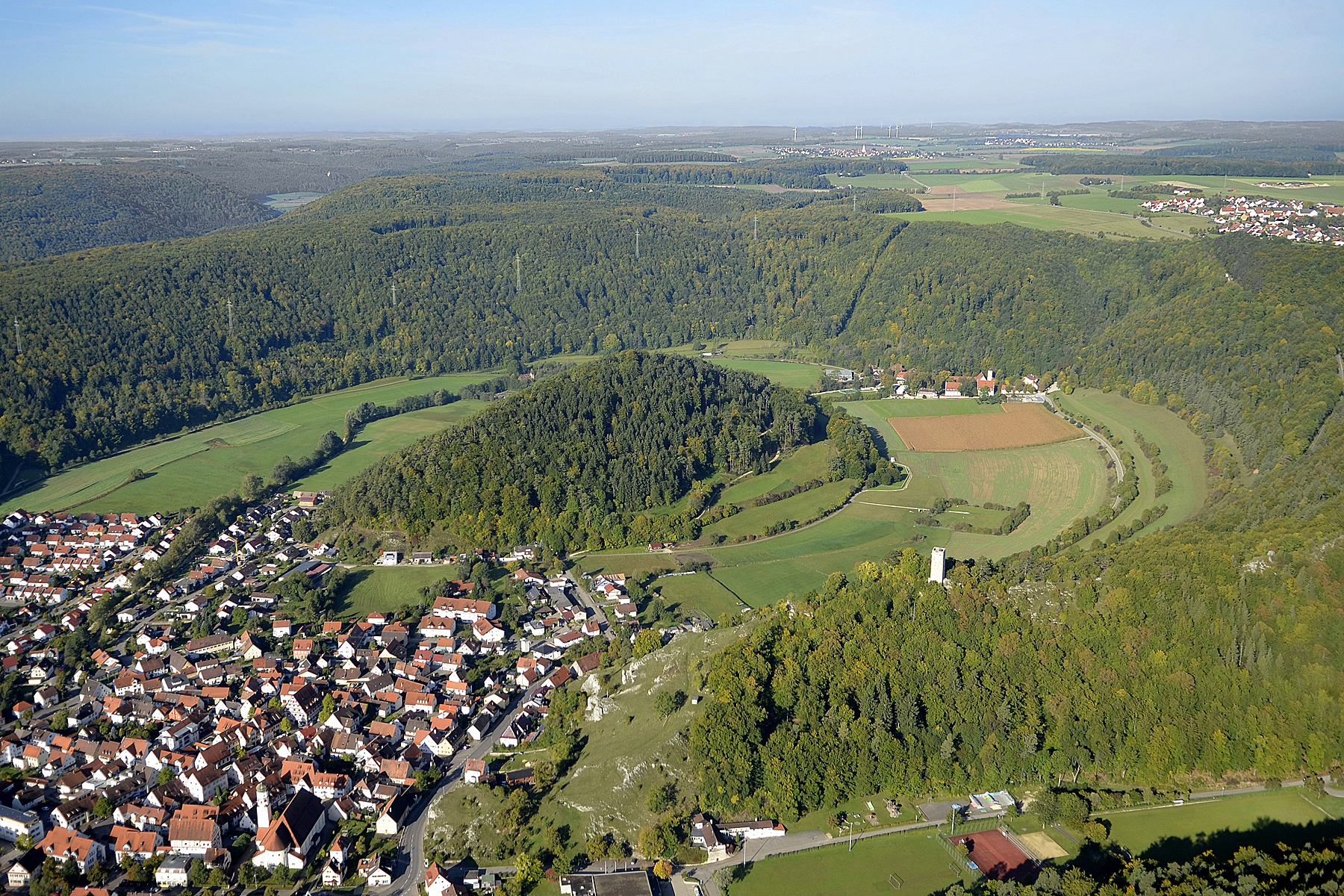
Umlaufberg Lützelberg in Schelklingen, Schwäbische Alb: Abgeschnürter Mäander des Riß-kaltzeitlichen Ur-Donautals am Nordrand des Hochsträß.

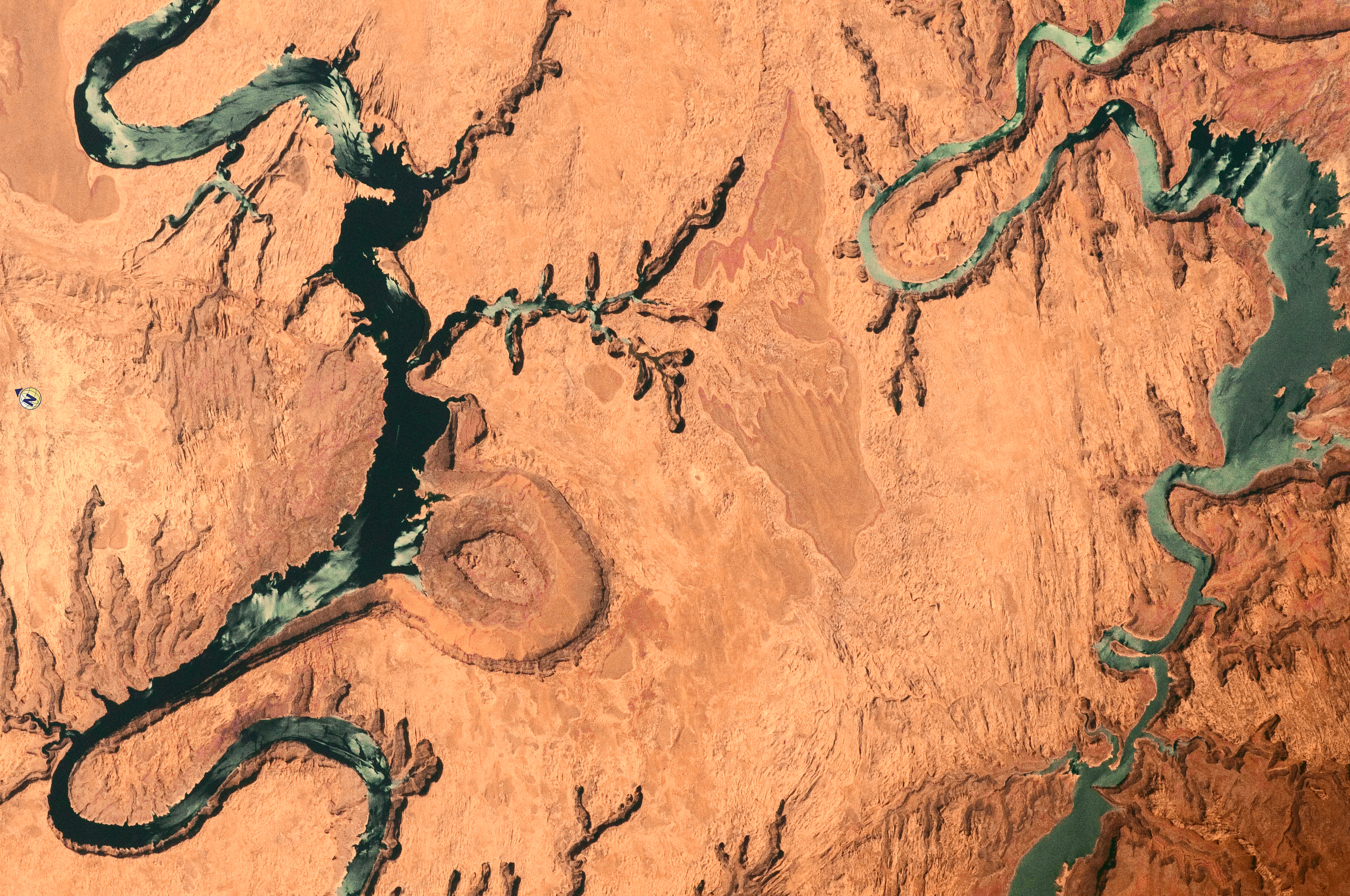
The Rincon, ein 3,4 × 2,1 km großer abgeschnürter Mäander des Colorado River mit Umlaufberg, Glen Canyon, Utah, aufgenommen an Bord der ISS. Der Berg und das Umliegende Plateau bestehen aus Sandsteinen der Obertrias und des Unterjura (Chinle-Formation, Wingate-Sandstein und Kayenta-Formation)

## Entstehung
Bei mäandrierenden Flüssen erodieren die äußeren Ufer der Flussbiegungen, dort entstehen sogenannte Prallhänge. Das erodierte Geschiebe wird bei sogenannten frei mäandrierenden Flüssen am Ufer der Kurveninnenseite wieder sedimentiert, dort entstehen Gleithänge. Durch diesen Prozess wird der Flusslauf immer weiter seitlich ausgelenkt, es entstehen ausgeprägte Flussschlingen, die Mäander. Bei mäandrierenden Flüssen im Bereich von Hochflächen schneidet sich der Fluss durch Tiefenerosion zugleich auch in das Gelände ein. Die resultierende Talform wird Tal- oder Zwangsmäander genannt. Bei freien Mäandern wie bei Zwangsmäandern können sich zwei benachbarte Flussschlingen so weit einander annähern, dass es zwischen ihnen zum Durchbruch und mithin zu einer Laufverkürzung kommt. Bei einem zwangsmäandrierenden Fluss wird dadurch der vorher umkurvte Ausläufer der Hochfläche, der Mäandersporn, isoliert und nunmehr als Umlaufberg bezeichnet. Da der verkürzte Fluss sich aufgrund der Erhöhung des Gefälles dort verstärkt in die Hochfläche einschneidet, fällt der als Umlauftal bezeichnete Talabschnitt des Altarms in relativ kurzer Zeit weitgehend trocken.